# Чарт
Чарт (англ. chart, також хіт-парад, гіт-парад) — опублікований список найпопулярніших у визначений період медіа-продуктів (музика, книги, кіно). Як правило, списки хіт-парадів складаються з не більш як 10-20 пунктів, що розташовуються в міру спадання показників. Параметри хіт-параду визначаються інформацією про продажі; існують також критерії програвання музичних композицій на радіо (у музичних хіт-парадах), даних по відео- і кінопрокату (у кіноіндустрії). Часовий період — зазвичай тиждень, рідше місяць. Буквально «хіт-парад» означає список хітів — тобто найпопулярніших медіа-продуктів.

## Музика
У музичній індустрії для чартів враховують безліч критеріїв: крім даних по продажах, також у деяких випадках беруть до уваги дані по програванню на радіостанціях і дані по завантаженню композицій через Інтернет. Одночасно існують хіт-паради, сформовані читачами різних музичних журналів, слухачами радіостанцій і телеглядачами (у випадку музичного телебачення).
Традиційно існують хіт-паради синглів і довгограючих альбомів; останнім часом також одержали поширення списки найпопулярніших пісень, завантажуваних через Інтернет.
Перший музичний хіт-парад був опублікований 4 січня 1936 року в американському журналі Біллборд (Billboard). З 20 липня 1940 року в журналі стали публікуватися регулярні хіт-паради (record charts) платівок; у 1958 році в «Біллборді» з'явилася гаряча сотня (Hot 100) — 100 найпопулярніших синглів тижня. У параметри обчислень входили дані продажів і репертуару радіостанцій. Крім загального хіт-параду (pop charts), також з'явилися хіт-паради по окремих жанрах музики: кантрі, ритм-енд-блюз, танцювальної музики і т. д. Хіт-парад журналу «Біллборд» надалі залишається найпопулярнішим у США.
У Великій Британії перший музичний хіт-парад був вперше опублікований 14 листопада 1952 року в журналі Нью-Мюзикл-Експрес (New Musical Express). Слідом з'явилися хит-паради в журналах Рекорд Міррор (Record Mirror; 1955) і Мелоді Мейкер (Melody Maker; 1958). У Німеччині хіт-паради стали публікуватися журналом Браво (Bravo). У СРСР хіт-паради стали публікуватися в другій половині 1980-х рр. у Комсомольській газеті.

## Кіно
Хіт-паради кінофільмів будуються на основі інформації про тижневий виторг із кінопрокату в кінотеатрах. Останнім часом також з'явилися хіт-паради по відеопрокату і відеопродажам (основним відеоносієм є DVD).
Також існують телевізійні хіт-паради, складені по рейтингах тієї чи іншої передачі. У США їх публікує безліч журналів (напр. Entertainment Weekly).